# New Hampshire
New Hampshire (anglická výslovnost  [nuːˈhæmpʃər]IPA, oficiálně State of New Hampshire) je stát nacházející se na východním pobřeží Spojených států amerických, v oblasti Nové Anglie severovýchodního regionu USA. New Hampshire hraničí na jihu s Massachusetts, na západě s Vermontem a na východě s Maine. Na severu sousedí s kanadskou provincií Québec a jihovýchodní ohraničení státu tvoří Atlantský oceán.

## Geografie
Se svou rozlohou 24 214 km² je New Hampshire pátým nejmenším státem USA, v počtu obyvatel (1,3 milionu) je 41. nejlidnatějším státem a s hodnotou hustoty zalidnění 58 obyvatel na km² je na 21. místě. Hlavním městem je Concord se 40 tisíci obyvateli. Největšími městy jsou Manchester se 110 tisíci obyvateli, Nashua (90 tisíc obyv.), Derry (35 tisíc obyv.), Dover (30 tisíc obyv.), Rochester (30 tisíc obyv.), Salem (30 tisíc obyv.) a Portsmouth (21 tisíc obyv.). New Hampshire patří 21 km pobřeží Atlantského oceánu. Nejvyšším bodem státu je vrchol Mount Washington s nadmořskou výškou 1917 m, nacházející se v pohoří White Mountains v severní části státu. Největšími toky jsou řeky Connecticut, jež tvoří hranici s Vermontem, a Merrimack, největší vodní plochou je jezero Winnipesaukee.

## Historie
Anglická kolonie, resp. provincie, zde vznikla na přelomu 20. a 30. let 17. století a byla pojmenována podle hrabství Hampshire v jižní Anglii. Roku 1776 se stala jedním z původních třinácti zakládajících států USA. New Hampshire jako devátý stát v pořadí ratifikoval Ústavu Spojených států amerických, k čemuž došlo 21. června 1788.

## Demografie
Podle sčítání lidu z roku 2010 zde žilo 1 316 470 obyvatel.

### Rasové složení
- 93,9 % Bílí Američané
- 02,2 % Asijští Američané
- 01,1 % Afroameričané
- 00,2 % Američtí indiáni
- 00,9 % Jiná rasa
- 01,6 % Dvě nebo více ras

Obyvatelé hispánského nebo latinskoamerického původu, bez ohledu na rasu, tvořili 2,8 % populace.

### Náboženství
- křesťané – 80 %
  - protestanti – 43 %
    - United Church of Christ – 7 %
    - baptisté – 7 %
    - episkopální církve - 4 %
    - metodisté - 3 %
    - jiní protestanti – 22 %

  - římští katolíci – 35 %
  - jiní křesťané – 2 %
- židovství - <1 %
- jiná náboženství – <1 %
- bez vyznání – 19 %

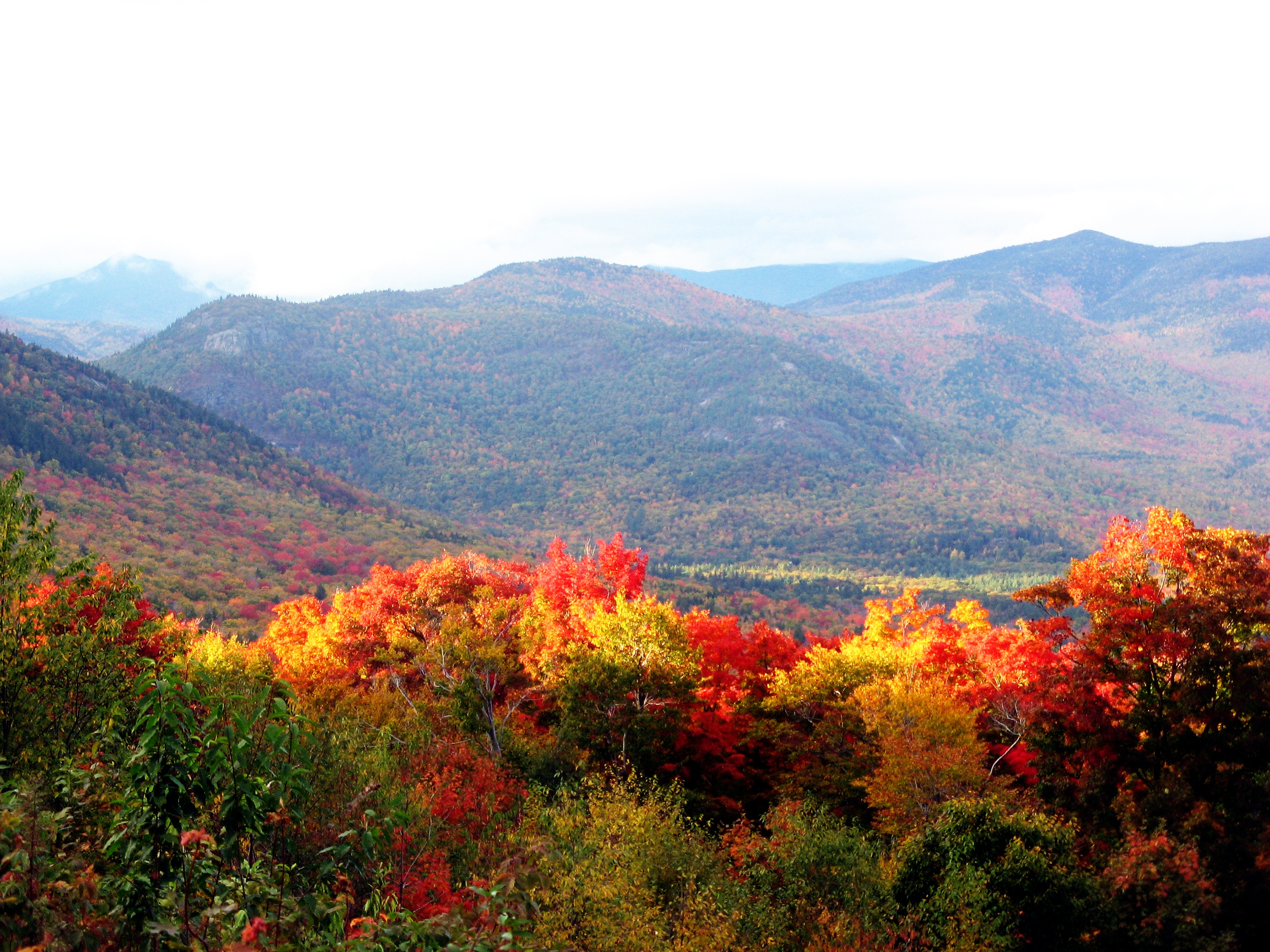
Lesy Nové Anglie a Akádie
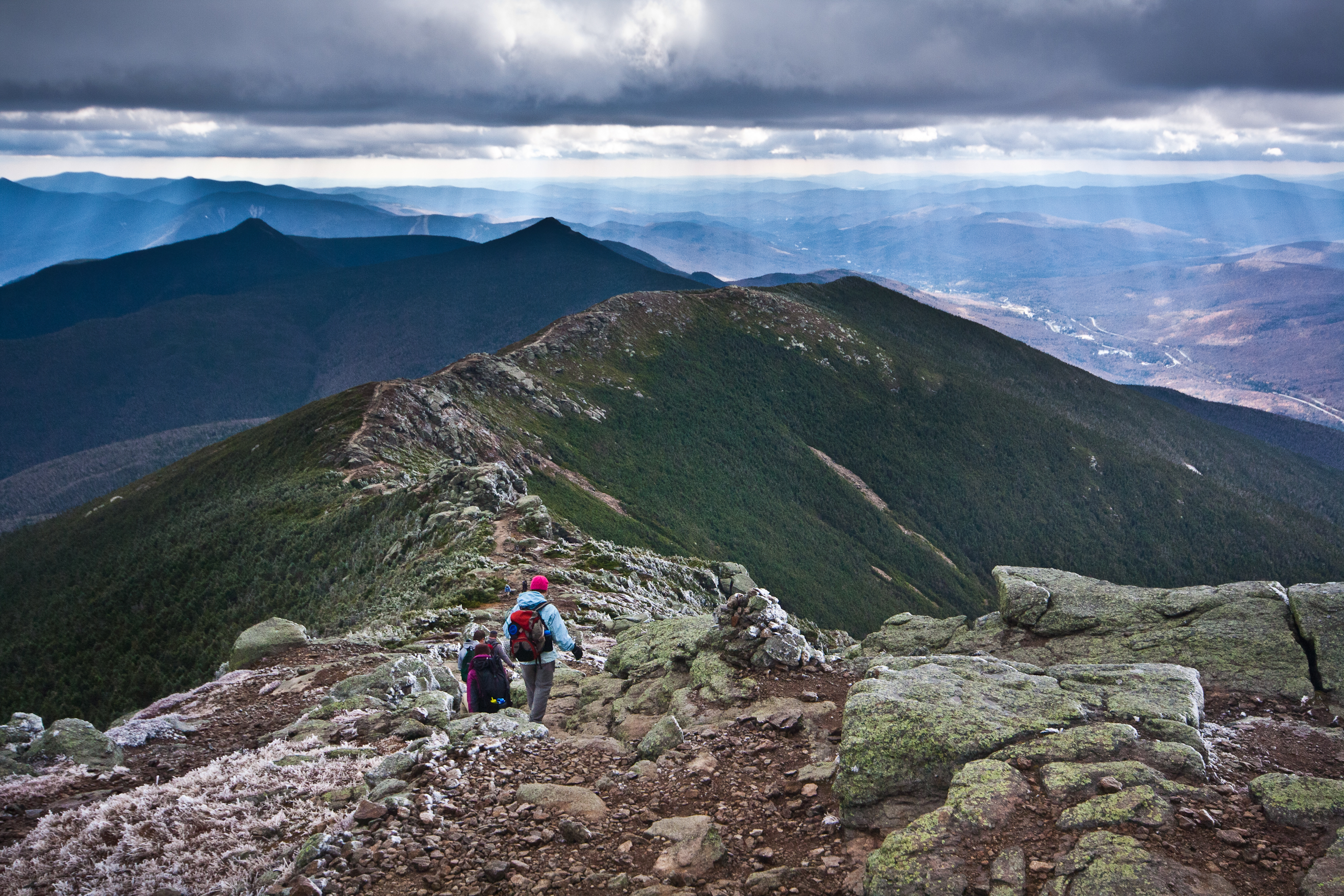
Appalačská stezka
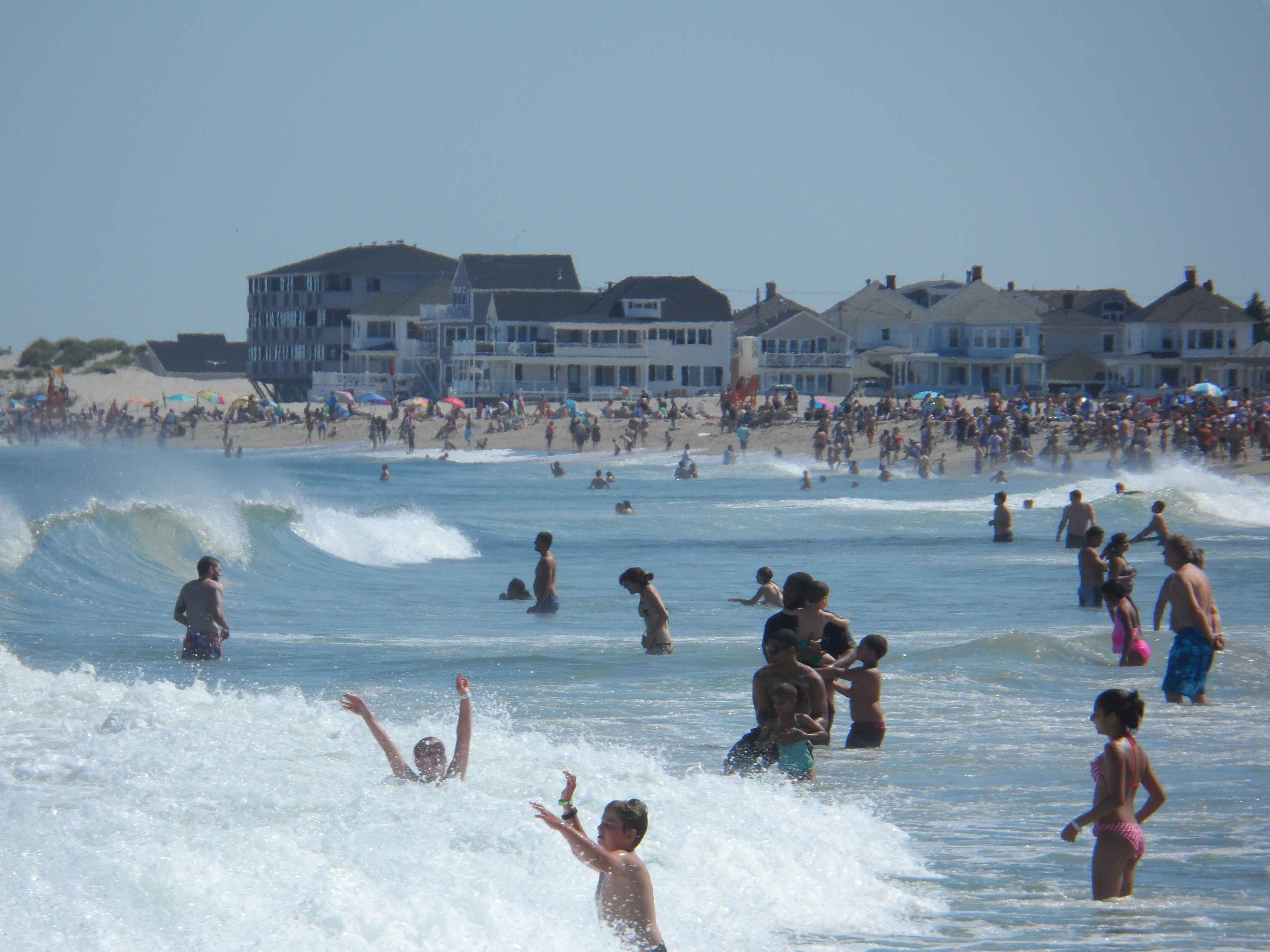
Pláž Hampton Beach